# Marcia per la libertà
Marcia per la libertà (Marshall) è un film biografico del 2017 diretto da Reginald Hudlin.
Chadwick Boseman interpreta il giovane avvocato Thurgood Marshall, primo afroamericano nominato giudice della Corte Suprema degli Stati Uniti d'America.

## Trama
Mentre il paese è sull'orlo della seconda guerra mondiale, il giovane avvocato Thurgood Marshall viene inviato in Connecticut per difendere Joseph Spell, autista di colore accusato di violenza sessuale e tentato omicidio dalla sua datrice di lavoro. Assieme al socio Samuel Friedman, Marshall affronta un difficile processo, che entrerà nella storia per aver contribuito al movimento per i diritti civili.

## Produzione
La sceneggiatura è stata scritta dall'avvocato Michael Koskoff con l'aiuto di suo figlio Jacob. Koskoff iniziò a scrivere la sceneggiatura all'età di 60 anni, dopo la morte dell'amico avvocato Jack Zeldes nel 2013, che lo spinse a raccontare la storia di Thurgood Marshall.
Le riprese sono iniziate a Los Angeles nel dicembre 2015 per poi spostarsi nella zona di Buffalo nella primavera 2016 e sono terminate il 1º luglio 2016.

## Distribuzione
La pellicola è stata distribuita nelle sale cinematografiche statunitensi il 13 ottobre 2017.

## Riconoscimenti
- 2018 - Premi Oscar
  - Candidatura come migliore canzone (Stand Up For Something)